# 1. Fußball-Club Köln 01/07 1974-1975
Questa voce raccoglie le informazioni riguardanti il 1. Fußball-Club Köln 01/07 nelle competizioni ufficiali della stagione 1974-1975.

## Stagione
Nella stagione 1974-1975 il Colonia, allenato da Zlatko Čajkovski, concluse il campionato di Bundesliga al 5º posto. In Coppa di Germania il Colonia fu eliminato agli ottavi di finale dal Fortuna Düsseldorf. In Coppa UEFA il Colonia fu eliminato in semifinale dal Borussia M'gladbach.

## Rosa
| N. |                     | Ruolo | Calciatore          |
| -- | ------------------- | ----- | ------------------- |
|    | Germania (bandiera) | P     | Wolfgang Mattern    |
|    | Germania (bandiera) | P     | Toni Schumacher     |
|    | Serbia (bandiera)   | P     | Slobodan Topalović  |
|    | Germania (bandiera) | P     | Gerhard Welz        |
|    | Germania (bandiera) | D     | Bernd Cullmann      |
|    | Germania (bandiera) | D     | Herbert Hein        |
|    | Germania (bandiera) | D     | Harald Konopka      |
|    | Germania (bandiera) | D     | Rainer Nicot        |
|    | Germania (bandiera) | D     | Gerd Strack         |
|    | Germania (bandiera) | D     | Wolfgang Weber      |
|    | Germania (bandiera) | C     | Winfried Berkemeier |

| N. |                     | Ruolo | Calciatore         |
| -- | ------------------- | ----- | ------------------ |
|    | Germania (bandiera) | C     | Heinz Flohe        |
|    | Germania (bandiera) | C     | Jürgen Glowacz     |
|    | Germania (bandiera) | C     | Heinz-Theo Horst   |
|    | Germania (bandiera) | C     | Herbert Neumann    |
|    | Germania (bandiera) | C     | Wolfgang Overath   |
|    | Germania (bandiera) | C     | Günter Schäfer     |
|    | Germania (bandiera) | C     | Heinz Simmet       |
|    | Germania (bandiera) | C     | Herbert Zimmermann |
|    | Germania (bandiera) | A     | Detlev Lauscher    |
|    | Germania (bandiera) | A     | Hannes Löhr        |
|    | Germania (bandiera) | A     | Dieter Müller      |

## Organigramma societario
Area tecnica
- Allenatore: Zlatko Čajkovski
- Allenatore in seconda:
- Preparatore dei portieri: Rolf Herings
- Preparatori atletici:

## Calciomercato

### Sessione estiva
| Acquisti | Acquisti           | Acquisti                | Acquisti |
| R.       | Nome               | da                      | Modalità |
| -------- | ------------------ | ----------------------- | -------- |
| A        | Peter Ehmke        | Schalke 04              |          |
| C        | Heinz-Theo Horst   | Eintracht Gelsenkirchen |          |
| D        | Gerd Strack        | Colonia (juniores)      |          |
| C        | Herbert Zimmermann | Bayern Monaco           |          |

| Cessioni | Cessioni                | Cessioni             | Cessioni |
| R.       | Nome                    | a                    | Modalità |
| -------- | ----------------------- | -------------------- | -------- |
| D        | Josef Bläser            | Alemannia Aquisgrana |          |
| A        | Ricardo-Horacio Neumann | Bastia               |          |
| C        | Reinhard Schmitz        | TuS Grevenbroich     |          |

### Sessione invernale
| Acquisti | Acquisti | Acquisti | Acquisti |
| R.       | Nome     | da       | Modalità |
| -------- | -------- | -------- | -------- |

| Cessioni | Cessioni    | Cessioni | Cessioni |
| R.       | Nome        | a        | Modalità |
| -------- | ----------- | -------- | -------- |
| A        | Peter Ehmke | Bochum   |          |

## Risultati

### Bundesliga

#### Girone di andata
| Arbitro: | Gabor |

|  |           |                 |
|  | Marcatori | 35’ Burgsmüller |

| Arbitro: | Haselberger |

|                                        |           |                    |
| Balte 22’ (rig.) Eggert 44’ Kaczor 74’ | Marcatori | 7’ Müller 35’ Löhr |

| Arbitro: | Betz |

|                      |           |                           |
| Simmet 19’ Flohe 27’ | Marcatori | 50’ Budde 68’ (rig.) Geye |

| Arbitro: | Quindeau |

|                                                                                             |           |                                      |
| Zobel 10’ Wunder 33’ (rig.) Beckenbauer 54’ Kapellmann 69’ (rig.) Müller 82’ Rummenigge 89’ | Marcatori | 1’ Müller 21’ Simmet 28’ (rig.) Löhr |

| Arbitro: | Lutz |

|  |           |             |
|  | Marcatori | 85’ Schäfer |

| Arbitro: | Dittmer |

|          |           |                |
| Sidka 5’ | Marcatori | 72’ Zimmermann |

| Arbitro: | Engel |

|                                              |           |                         |
| Müller 24’ Glowacz 27’ Löhr 50’ Lauscher 73’ | Marcatori | 43’ Weller 58’ Ohlicher |

| Arbitro: | Klauser |

|                                   |           |             |
| Bertl 9’ Bjørnmose 18’ Zaczyk 49’ | Marcatori | 77’ Neumann |

| Arbitro: | Tschenscher |

|          |           |                                                       |
| Jung 67’ | Marcatori | 42’ Müller 65’ Neumann 73’ Konopka 85’ (rig.) Overath |

| Arbitro: | Aldinger |

|                                   |           |                         |
| Cullmann 34’, 67’, 76’ Müller 78’ | Marcatori | 20’ (rig.), 44’ Fischer |

| Arbitro: | Biwersi |

|               |           |                                           |
| Gersdorff 21’ | Marcatori | 16’ Cullmann 24’, 89’ Müller 82’ Lauscher |

| Arbitro: | Berner |

|                                          |           |             |
| Konopka 5’ (rig.) Simmet 73’ Overath 77’ | Marcatori | 84’ Höttges |

| Arbitro: | Linn |

|            |           |            |
| Jensen 18’ | Marcatori | 24’ Müller |

| Colonia 23 novembre 1974, ore 15:30 CET 14ª giornata | Colonia | 0 – 0 referto | Eintracht Francoforte | Radstadion Köln (24 000 spett.)\| Arbitro: \| Roth \| |
| Arbitro:                                             | Roth    |               |                       |                                                       |

| Arbitro: | Dreher |

|                             |           |                          |
| Stolzenburg 40’ (rig.), 66’ | Marcatori | 13’ Strack 55’, 60’ Löhr |

| Arbitro: | Betz |

|                     |           |  |
| Löhr 88’ Müller 90’ | Marcatori |  |

| Arbitro: | Hilker |

|          |           |                             |
| Worm 16’ | Marcatori | 50’, 55’ Simmet 59’ Glowacz |

#### Girone di ritorno
| Arbitro: | Tschenscher |

|             |           |            |
| Lippens 79’ | Marcatori | 90’ Müller |

| Arbitro: | Lutz |

|                                               |           |              |
| Neumann 8’ Müller 29’ Overath 35’ Glowacz 43’ | Marcatori | 71’ Eggeling |

| Arbitro: | Riegg |

|                                        |           |  |
| Seel 9’ Zimmermann 75’ (rig.) Brei 90’ | Marcatori |  |

| Arbitro: | Linn |

|                 |           |  |
| Flohe 4’ (rig.) | Marcatori |  |

| Arbitro: | Roth |

|              |           |                                       |
| Kostedde 83’ | Marcatori | 4’ Neumann 12’ Simmet 56’, 69’ Müller |

| Arbitro: | Haselberger |

|                      |           |              |
| Müller 15’ Flohe 86’ | Marcatori | 88’ Kliemann |

| Arbitro: | Horstmann |

|                   |           |  |
| Ettmayer 18’, 22’ | Marcatori |  |

| Arbitro: | Dittmer |

|                                            |           |  |
| Müller 8’ Löhr 71’ Konopka 79’ Glowacz 87’ | Marcatori |  |

| Arbitro: | Schröder |

|                                       |           |  |
| Müller 17’ Flohe 49’, 64’ Neumann 76’ | Marcatori |  |

| Arbitro: | Aldinger |

|            |           |          |
| Scheer 68’ | Marcatori | 75’ Löhr |

| Arbitro: | Meuser |

|                             |           |  |
| Müller 17’, 19’ Neumann 31’ | Marcatori |  |

| Arbitro: | Messmer |

|                                     |           |            |
| Kamp 22’, 55’ Weist 36’ Røntved 57’ | Marcatori | 19’ Müller |

| Arbitro: | Aldinger |

|                 |           |                        |
| Löhr 37’ (rig.) | Marcatori | 3’ Simonsen 59’ Danner |

| Arbitro: | Biwersi |

|                                    |           |                 |
| Hölzenbein 12’, 28’ Beverungen 24’ | Marcatori | 6’, 74’ Neumann |

| Arbitro: | Schmoock |

|                                                                          |           |                |
| Müller 40’ (rig.), 75’, 90’ (rig.) Overath 43’ Flohe 61’, 67’ Simmet 70’ | Marcatori | 48’ Bittlmayer |

| Arbitro: | Riegg |

|              |           |                 |
| Sandberg 29’ | Marcatori | 84’ (rig.) Löhr |

| Arbitro: | Wichmann |

|                                      |           |                     |
| Neumann 15’ Löhr 22’ Müller 33’, 62’ | Marcatori | 11’ Worm 44’ Bücker |

### Coppa di Germania
| Arbitro: | Milkert |

|                        |           |                                                            |
| Bäumer 40’ Kuschel 88’ | Marcatori | 13’ Müller 20’, 31’ Simmet 25’ Löhr 26’ Flohe 56’ Cullmann |

| Arbitro: | Frickel |

|                                             |           |                                                          |
| Heynckes 13’ Wimmer 30’ Simonsen 34’ (rig.) | Marcatori | 31’, 39’ (rig.) Flohe 35’ Konopka 44’ Neumann 60’ Müller |

| Arbitro: | Schröder |

|                                      |           |           |
| Neumann 2’ Flohe 32’, 73’ Müller 39’ | Marcatori | 66’ Waack |

| Arbitro: | Messmer |

|                                                   |           |                        |
| Zimmermann 31’, 38’ Geye 62’ Brei 88’, 90’ (rig.) | Marcatori | 13’ Müller 84’ Neumann |

### Coppa UEFA
| Arbitro: | Rolles |

|                                               |           |            |
| Löhr 1’ Müller 12’, 25’ Overath 33’ Flohe 84’ | Marcatori | 48’ Mäkelä |

| Arbitro: | Nielsen |

|             |           |                                             |
| Lamberg 75’ | Marcatori | 50’ Neumann 60’ (rig.) Löhr 85’, 88’ Simmet |

| Arbitro: | Kitabdjian |

|          |           |              |
| Dinu 65’ | Marcatori | 41’ Lauscher |

| Arbitro: | Jelínek |

|                                    |           |                        |
| Overath 17’ Neumann 58’ Müller 72’ | Marcatori | 4’ Custov 8’ Georgescu |

| Arbitro: | Schaut |

|             |           |  |
| Vukotić 81’ | Marcatori |  |

| Arbitro: | Lattanzi |

|                                                       |           |           |
| Overath 48’ Löhr 64’ Müller 66’ Glowacz 71’ Flohe 85’ | Marcatori | 73’ Kozić |

| Arbitro: | Środecki |

|                                           |           |            |
| Flohe 1’, 50’ (rig.) Müller 63’, 70’, 77’ | Marcatori | 31’ Visser |

| Arbitro: | Thomas |

|                 |           |                                |
| Jansen 68’, 71’ | Marcatori | 27’ Strack 43’ Müller 45’ Löhr |

| Arbitro: | Matthewson |

|          |           |                              |
| Löhr 52’ | Marcatori | 23’, 60’ Simonsen 35’ Danner |

| Arbitro: | Gugulović |

|            |           |  |
| Danner 48’ | Marcatori |  |

## Statistiche

### Statistiche di squadra
| Competizione      | Punti | In casa | In casa | In casa | In casa | In casa | In casa | In trasferta | In trasferta | In trasferta | In trasferta | In trasferta | In trasferta | Totale | Totale | Totale | Totale | Totale | Totale | DR  |
| Competizione      | Punti | G       | V       | N       | P       | Gf      | Gs      | G            | V            | N            | P            | Gf           | Gs           | G      | V      | N      | P      | Gf     | Gs     | DR  |
| ----------------- | ----- | ------- | ------- | ------- | ------- | ------- | ------- | ------------ | ------------ | ------------ | ------------ | ------------ | ------------ | ------ | ------ | ------ | ------ | ------ | ------ | --- |
| Bundesliga        | 41    | 17      | 12      | 2       | 3       | 45      | 16      | 17           | 5            | 5            | 7            | 32           | 35           | 34     | 17     | 7      | 10     | 77     | 51     | +26 |
| Coppa di Germania | -     | 1       | 1       | 0       | 0       | 4       | 1       | 3            | 2            | 0            | 1            | 13           | 10           | 4      | 3      | 0      | 1      | 17     | 11     | +6  |
| Coppa UEFA        | -     | 5       | 4       | 0       | 1       | 19      | 8       | 5            | 2            | 1            | 2            | 8            | 6            | 10     | 6      | 1      | 3      | 27     | 14     | +13 |
| Totale            | 41    | 23      | 17      | 2       | 4       | 68      | 25      | 25           | 9            | 6            | 10           | 53           | 51           | 48     | 26     | 8      | 14     | 121    | 76     | +45 |

### Andamento in campionato
| Giornata  | 1  | 2  | 3  | 4  | 5  | 6  | 7  | 8  | 9  | 10 | 11 | 12 | 13 | 14 | 15 | 16 | 17 | 18 | 19 | 20 | 21 | 22 | 23 | 24 | 25 | 26 | 27 | 28 | 29 | 30 | 31 | 32 | 33 | 34 |
| --------- | -- | -- | -- | -- | -- | -- | -- | -- | -- | -- | -- | -- | -- | -- | -- | -- | -- | -- | -- | -- | -- | -- | -- | -- | -- | -- | -- | -- | -- | -- | -- | -- | -- | -- |
| Luogo     | C  | T  | C  | T  | C  | T  | C  | T  | T  | C  | T  | C  | T  | C  | T  | C  | T  | T  | C  | T  | C  | T  | C  | T  | C  | C  | T  | C  | T  | C  | T  | C  | T  | C  |
| Risultato | P  | P  | N  | P  | P  | N  | V  | P  | V  | V  | V  | V  | N  | N  | V  | V  | V  | N  | V  | P  | V  | V  | V  | P  | V  | V  | N  | V  | P  | P  | P  | V  | N  | V  |
| Posizione | 12 | 16 | 17 | 17 | 18 | 16 | 14 | 14 | 14 | 13 | 12 | 11 | 11 | 11 | 10 | 8  | 7  | 8  | 6  | 8  | 6  | 4  | 3  | 6  | 4  | 4  | 3  | 2  | 4  | 5  | 7  | 5  | 5  | 5  |

Legenda:

Luogo: C = Casa; T = Trasferta. Risultato: V = Vittoria; N = Pareggio; P = Sconfitta.

### Statistiche dei giocatori
| Giocatore     | Bundesliga | Bundesliga | Bundesliga  | Bundesliga | Coppa di Germania | Coppa di Germania | Coppa di Germania | Coppa di Germania | Coppa UEFA | Coppa UEFA | Coppa UEFA  | Coppa UEFA | Totale   | Totale | Totale      | Totale     |
| Giocatore     | Presenze   | Reti       | Ammonizioni | Espulsioni | Presenze          | Reti              | Ammonizioni       | Espulsioni        | Presenze   | Reti       | Ammonizioni | Espulsioni | Presenze | Reti   | Ammonizioni | Espulsioni |
| ------------- | ---------- | ---------- | ----------- | ---------- | ----------------- | ----------------- | ----------------- | ----------------- | ---------- | ---------- | ----------- | ---------- | -------- | ------ | ----------- | ---------- |
| W. Berkemeier | 1          | 0          | 0           | 0          | 0                 | 0                 | 0                 | 0                 | 2          | 0          | 0           | 0          | 3        | 0      | 0           | 0          |
| B. Cullmann   | 32         | 4          | 2           | 0          | 4                 | 1                 | 1                 | 0                 | 10         | 0          | 0           | 0          | 46       | 5      | 3           | 0          |
| P. Ehmke      | 8          | 0          | 0           | 0          | 2                 | 0                 | 0                 | 0                 | 2          | 0          | 0           | 0          | 12       | 0      | 0           | 0          |
| H. Flohe      | 28         | 7          | 2           | 0          | 4                 | 5                 | 0                 | 0                 | 7          | 4          | 3           | 0          | 39       | 16     | 5           | 0          |
| J. Glowacz    | 33         | 4          | 4           | 1          | 4                 | 0                 | 0                 | 0                 | 10         | 1          | 1           | 0          | 47       | 5      | 5           | 1          |
| H. Hein       | 8          | 0          | 0           | 0          | 0                 | 0                 | 0                 | 0                 | 2          | 0          | 0           | 0          | 10       | 0      | 0           | 0          |
| H. Horst      | 1          | 0          | 0           | 0          | 0                 | 0                 | 0                 | 0                 | 0          | 0          | 0           | 0          | 1        | 0      | 0           | 0          |
| H. Konopka    | 32         | 3          | 3           | 0          | 4                 | 1                 | 1                 | 0                 | 10         | 0          | 1           | 0          | 46       | 4      | 5           | 0          |
| D. Lauscher   | 25         | 2          | 0           | 0          | 3                 | 0                 | 1                 | 0                 | 6          | 1          | 0           | 0          | 34       | 3      | 1           | 0          |
| H. Löhr       | 33         | 11         | 0           | 0          | 3                 | 1                 | 0                 | 0                 | 9          | 5          | 0           | 0          | 45       | 17     | 0           | 0          |
| W. Mattern    | 1          | 0          | 0           | 0          | 0                 | 0                 | 0                 | 0                 | 0          | 0          | 0           | 0          | 1        | 0      | 0           | 0          |
| D. Müller     | 34         | 24         | 0           | 0          | 4                 | 4                 | 1                 | 0                 | 9          | 8          | 0           | 0          | 47       | 36     | 1           | 0          |
| H. Neumann    | 31         | 9          | 0           | 0          | 3                 | 3                 | 0                 | 0                 | 10         | 2          | 0           | 0          | 44       | 14     | 0           | 0          |
| R. Nicot      | 0          | 0          | 0           | 0          | 0                 | 0                 | 0                 | 0                 | 1          | 0          | 0           | 0          | 1        | 0      | 0           | 0          |
| W. Overath    | 34         | 4          | 3           | 0          | 4                 | 0                 | 1                 | 0                 | 10         | 3          | 0           | 0          | 48       | 7      | 4           | 0          |
| T. Schumacher | 34         | 0          | 1           | 0          | 4                 | 0                 | 0                 | 0                 | 9          | 0          | 0           | 0          | 47       | 0      | 1           | 0          |
| G. Schäfer    | 0          | 0          | 0           | 0          | 0                 | 0                 | 0                 | 0                 | 1          | 0          | 0           | 0          | 1        | 0      | 0           | 0          |
| H. Simmet     | 34         | 7          | 5           | 0          | 4                 | 2                 | 2                 | 0                 | 9          | 2          | 2           | 0          | 47       | 11     | 9           | 0          |
| G. Strack     | 18         | 1          | 5           | 0          | 2                 | 0                 | 0                 | 0                 | 5          | 1          | 0           | 0          | 25       | 2      | 5           | 0          |
| S. Topalović  | 1          | 0          | 0           | 0          | 0                 | 0                 | 0                 | 0                 | 2          | 0          | 0           | 0          | 3        | 0      | 0           | 0          |
| W. Weber      | 20         | 0          | 2           | 0          | 1                 | 0                 | 0                 | 0                 | 3          | 0          | 0           | 0          | 24       | 0      | 2           | 0          |
| G. Welz       | 0          | 0          | 0           | 0          | 0                 | 0                 | 0                 | 0                 | 0          | 0          | 0           | 0          | 0        | 0      | 0           | 0          |
| H. Zimmermann | 15         | 1          | 1           | 0          | 2                 | 0                 | 0                 | 0                 | 3          | 0          | 0           | 0          | 20       | 1      | 1           | 0          |